# هورتينسيا هيريرو
هورتينسيا هيريرو (بالإنجليزية: Hortensia Herrero Chacón)‏ (من مواليد 20 مايو 1950) هي سيدة أعمال مليارديرة إسبانية، ومالكة لـ 28 ٪ من أسهم سلسلة محلات السوبر ماركت الإسبانية الشهيرة مركادانو. قدّرت مجلة فوربس في أبريل 2017 صافي ثروتها بمبلغ 2.8 مليار دولار أمريكي.

## حياتها المُبكرة
ولدت في فالنسيا في 20 مايو 1950، وحصلت على شهادة في الاقتصاد من جامعة فالنسيا.

## حياتها المهنية
تملك هيريرو منذ عام 1990 إلى جانب زوجها 80٪ من أسهم ميركادونا حيث تشغل منصب نائبة رئيس الشركة.

## أعمال الخير
بدأت هيريرو عملها الخيري من خلال إنشاء مؤسسة هورتسينا هيريرو في فالنسيا. تهدف المؤسسة إلى استعادة وتطوير ومشاركة الإحساس التاريخي والثقافي للثقافلة البلنسية. ترتبط أنشطتها الرئيسية باستعادة التراث الفني، بالإضافة إلى أنها أطلقت مشاريع تتعلق بعالم الرقص والباليه والموسيقى والفن.
تشمل بعض أعمالها الأساسية فيما يتعلق باستعادة التراث الفني والثقافي للمجتمع البلنسي:
- كنيسة سان نيكولاس.
- كلية الفن الحرير العالية.
- سانتا لوسيا هيرميتاج.
- صورة لفيرجن دي لوس السمبدوري.

تتعاون المؤسسة مع مشاريع مختلفة لدعم وتعزيز الثقافة، مثل التحالف مع كلية الفنون الجميلة في مجال الإنتاج السمعي البصري والوسائط المتعددة، كما تدعم مبادرة «فالنسيا المفتوحة» "Open Valencia" التي تروج لها رابطة الفن المعاصر بمعرض فالنسيا.

## الجوائز والتكريمات
في عام 2014، تم ترشيح هورتسينا هيريرو لجائزة «الابنة المفضلة» لمدينة فالنسيا.

## حياتها الشخصية
تزوجت هيريرو من خوان رويغ الذي التقت به عندما كانا يدرسان الاقتصاد في جامعة فالنسيا، وأنجبا أربعة أطفال ويعيشون في فالنسيا، إسبانيا.